# Lucé (Eure y Loir)
 Lucé  es una población y comuna francesa, en la región de  Centro, departamento de Eure y Loir, en el distrito de Chartres y cantón de Lucé.

## Demografía
| ...                       | ... | ... | ... | ... | 414 | 413 | 436 | 484 | 463 | 494 | 497 | 530 | 493 | 532 | 645 | 658 | 698 | 800 | 812 | 948 | 1 262 | 1 283 | 1 505 | 1 497 | 2 030 | 3 303 | 6 555 | 11 085 | 13 721 | 17 433 | 18 796 | 17 701 | 15 747 | 15 716 |
| (Fuente: INSEE y Cassini) |     |     |     |     |     |     |     |     |     |     |     |     |     |     |     |     |     |     |     |     |       |       |       |       |       |       |       |        |        |        |        |        |        |        |